# Metamorfoz
Metamorfoz è il settimo album in studio del cantante turco Tarkan, pubblicato nel 2007.

## Tracce
1. Vay Anam Vay – 4:05
2. Dilli Düdük – 3:39
3. Arada Bir – 4:10
4. İstanbul Ağlıyor – 4:50
5. Hop Hop – 4:23
6. Dedikodu – 4:21
7. Bam Teli – 4:36
8. Gün Gibi – 4:59
9. Çat Kapı – 3:37
10. Pare Pare – 5:16